# Christoph Willibald Gluck

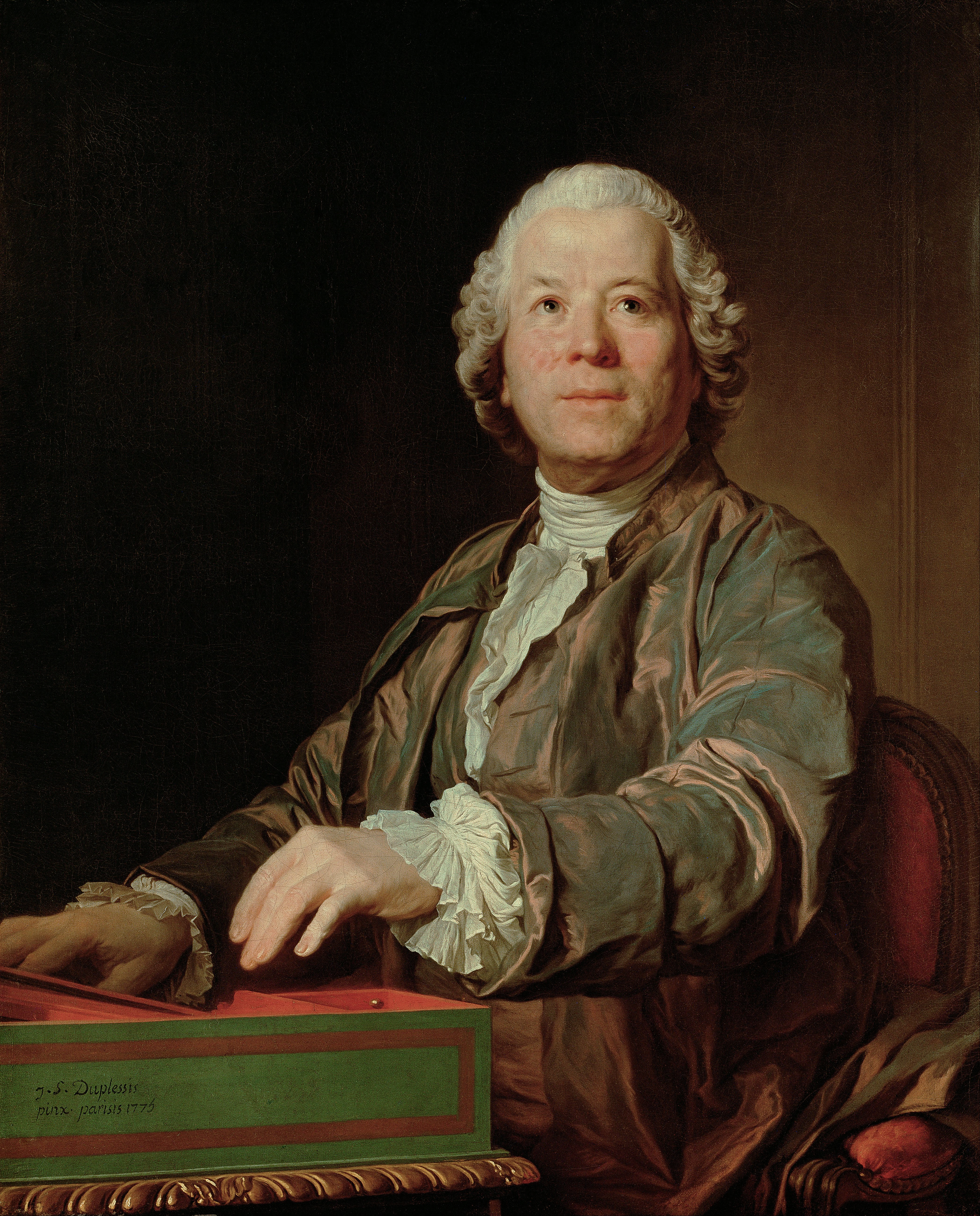
Christoph Willibald Ritter von Gluck, gemalt von Joseph Siffred Duplessis (1775)

Christoph Willibald Gluck, ab 1756 Ritter von Gluck (* 2. Juli 1714 in Erasbach bei Berching, Oberpfalz; † 15. November 1787 in Wien), war ein deutscher Komponist. Er gilt als einer der bedeutendsten Opernkomponisten der zweiten Hälfte des 18. Jahrhunderts.

## Leben

### Kindheit und Jugend

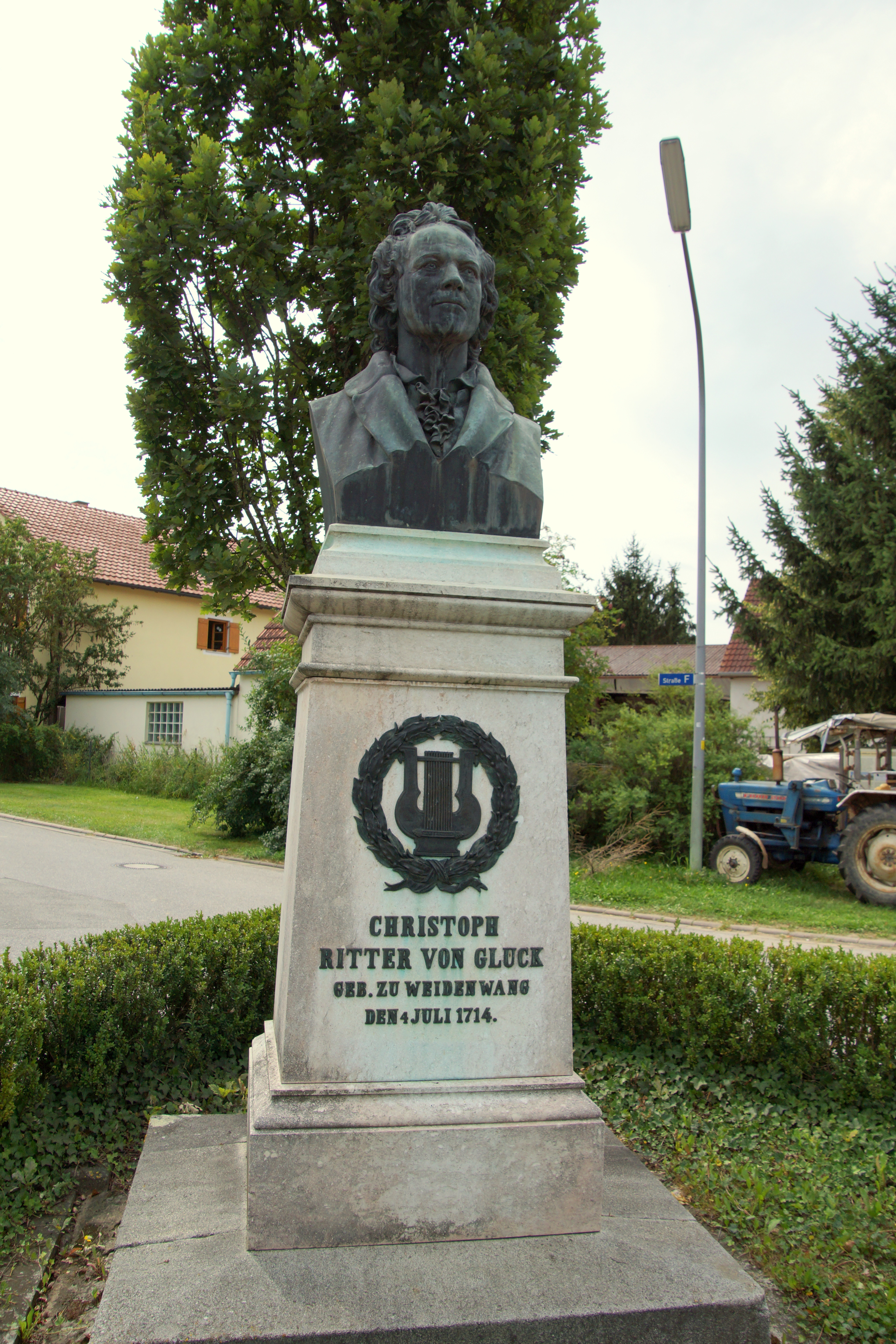
Denkmal für Gluck in Weidenwang

Gluck wurde als erstes von neun Kindern geboren. Als Geburtsort wird üblicherweise Erasbach angegeben. Getauft wurde er am 4. Juli 1714 in Weidenwang, zu dessen Pfarrbezirk Erasbach gehörte. Da der Geburtsort im Taufregister nicht angegeben ist, wird darüber bis heute spekuliert.
Sein Vater war wie seine Vorfahren Förster, von Glucks Mutter ist weder ihre Herkunft noch ihr Familienname überliefert. Im Jahr 1717 zog die Familie nach Böhmen: zuerst nach Reichstadt, 1722 nach Kreibitz und 1727 nach Eisenberg, wo sein Vater als Forstmeister im Dienst des Fürsten Philipp Hyazinth von Lobkowitz stand. Über die Schul- und Jugendzeit von Christoph Willibald Gluck ist wenig überliefert. In Erzählungen berichtet Gluck: „Mein Vater war Förstermeister in einem böhmischen Ort und hatte mich zu seinem Nachfolger bestimmt. Aber in meiner Heimat treibt alles Musik […] Leidenschaftlich für diese Kunst entflammt, kam ich erstaunlich schnell vorwärts, spielte mehrere Instrumente. Mein ganzes Sinnen und Trachten galt schließlich nun mehr der Musik und nicht dem Förster-Dasein.“ Glaubt man Glucks Berichten, so folgte eine heimliche Flucht aus dem Elternhaus: „Eines schönen Tages, mit wenig Groschen in der Tasche, verließ ich heimlich das elterliche Haus und wanderte […] auf Umwegen in Richtung Wien. Meine Unterkünfte und Nahrung verschaffte ich mir durch meinen Gesang. An Sonn- und Festtagen spielte ich in Dorfkirchen.“ Auf dem Weg nach Wien besuchte er Prag, wo er ab 1731 Logik und Mathematik studierte. Von einem Abschluss ist jedoch nichts bekannt. Das Jahr 1736 verbrachte er vermutlich in Wien.

### Italien
1737 gelangte er nach Mailand, wo er eine Stelle in einem Orchester antrat und dort Betrieb und Wesen der Oper kennenlernte. Er wurde von Giovanni Battista Sammartini zum Komponisten ausgebildet und feierte mit der italienischen Oper bald Erfolge auf den Bühnen. Bei seinem ersten nachgewiesenen Auftritt als Komponist war er bereits 27 Jahre alt: am 26. Dezember 1741 wurde in Mailand seine Oper Artaserse uraufgeführt.
In den folgenden Jahren schrieb er sehr produktiv für die Bühne: Demetrio (Venedig, 2. Mai 1742), Demofoonte (Mailand, 6. Januar 1743), Il Tigrane (Crema, 9. September 1743), La Sofonisba (Mailand, 18. Januar 1744), Ipermestra (Venedig, 21. November 1744), Poro (Venedig, 26. Dezember 1744), Ippolito (Mailand, 31. Januar 1745). Bei allen handelt es sich um recht konventionelle Opere serie, die mehrheitlich Libretti von Pietro Metastasio nutzten.

### Reisen
Gluck begann nun weite Reisen durch Europa. Zusammen mit Georg Christian von Lobkowitz war er in London. Dort wurde am 7. Januar 1746 Caduta de’ giganti, am 4. März Artamene aufgeführt, die jedoch beide wenig Erfolg hatten. Im selben Jahr wurden in London sechs Triosonaten unter Glucks Namen gedruckt, die aber nicht von ihm, sondern von Alessandro Besozzi stammen. Danach scheint er sich erst der Wandertruppe von Pietro Mingotti, dann der von Giovanni Locatelli angeschlossen zu haben, und seine Wanderjahre begannen. Solche mobilen Opern traten in Städten ohne festes Opernhaus auf.
Bekannt ist erst wieder ein Auftritt am 29. Juni 1747 zum Anlass einer Doppelhochzeit im sächsischen Herrenhaus in Dresden. Für den Geburtstag von Maria Theresia wurde La Semiramide riconosciuta (14. Mai 1748) inszeniert. Für das nächste Jahr ist La contesa de’ numi (9. April 1749) dokumentiert, eine Oper für den Königshof in Kopenhagen. Am 15. September 1750 heiratete Gluck in St. Ulrich in Wien die am 24. Juli 1732 dortselbst geborene Maria Anna Bergin, Tochter des Handelsmannes Joseph Bergin (1686–1738) und der Maria Theresa, geborene Chini (1701–1756). Gluck war bei seiner Hochzeit 36 Jahre alt und damit doppelt so alt wie seine Braut. Offenbar ließ sich Gluck aber zu diesem Zeitpunkt noch nicht in Wien nieder.

### Leben in Wien und die Abwendung von der klassischen Seria
Schließlich wurde Gluck in Wien ansässig und später Kapellmeister. Für ein mehrtägiges Fest schrieb er Le cinesi (24. September 1754) und für den Geburtstag des Erzherzogs Leopold La danza (5. Mai 1755). Nach der Aufführung seines Antigono (9. Februar 1756) in Rom wurde Gluck von Papst Benedikt XIV. zum Ritter vom Goldenen Sporn erhoben. Seit dieser Zeit verwendete Gluck den Titel „Ritter von Gluck“ oder „Chevalier de Gluck“.
Mit der Zeit kamen Gluck grundsätzliche Bedenken über Inhalt und Form der Oper. Die ernste ebenso wie die komische Opernform schien sich zu weit von dem entfremdet zu haben, was die Oper aus Glucks Sicht wirklich sein sollte. Die Gesänge der Opera seria schienen unnatürlich, auf vordergründige Effekte gerichtet, ihr Inhalt uninteressant und versteinert. Der Opera buffa mangelte es seit geraumer Zeit an ursprünglicher Frische, sie hatte ihre Scherze verbraucht, man bekam stets die gleichen Personen als Karikaturen zu sehen. Vor allem in der Seria galten die Sänger als unumschränkte Herrscher der Bühne und der Musik, die sie mit höchster Kunstfertigkeit auszierten und teilweise so stark veränderten, dass der Zuhörer die ursprüngliche Melodie nicht einmal mehr erahnen konnte. Gluck wollte die Oper wieder zu ihrem Ursprung bringen, eine Oper, in der menschliche Dramen, Leidenschaft, Schicksalsschläge und urmenschliche Gefühle im Vordergrund stehen und wo Musik und Wort gleichwertig waren, wenn nicht gar die Musik die dramatische Situation stützen oder untermalen sollte: „prima le parole, poi la musica“.
In den folgenden Jahren wandte sich Gluck völlig von der italienischen Opera seria ab und bearbeitete stattdessen französische Opéra-comique-Werke. Ihn reizten die ungekürzte Sprache wie die schnellen Stimmungs- und Szenenwechsel, die von ihm eine Anpassung der Musik erforderten. Gluck war 44 Jahre alt und in Europa ein berühmter Komponist, als er nach zweijährigem künstlerischem Schweigen die erste komische Oper veröffentlichte. Charakteristisch für diese komischen Opern sind die kurzen, liedhaften Gesänge von einfachster Konstruktion, mit denen Gluck im Wesentlichen dem französischen Gattungsbegriff gehorchte. Daneben begann Gluck hier einen Auflösungsprozess. Er bescherte – bei festzustellender Durchgängigkeit des Basses – nun den Oberstimmen mehr Freiheiten. Das bedeutete die Lösung vom alten Fundament und die innere Belebung eines äußeren Schemas. Das erste dieser Werke war anscheinend Tircis et Doristée (1756), an dem sein Anteil sehr gering ist.
1761 fand die vielbeachtete Aufführung des Balletts Don Juan statt, zu dem der Tänzer und Choreograph Gasparo Angiolini die Choreographie schuf. Angiolini hatte eine belebte Tanzdarstellung vor Augen. Damit setzte er sich gegen die vorgegebene höfische Balletttradition ab, mit ihren Masken und der daraus resultierenden Typik und Starrheit; sein Wunsch war es, das typische repräsentative Ballett durch ein Handlungsballett zu ersetzen, das einem sinnvoll dramaturgischen Ablauf folgen sollte. Er äußert über Gluck:

„Gluck hat die Musik gesetzt. Er hat das Stück vollkommen erfasst und versucht, die Leidenschaften, die vorgestellt werden und das Grausen, das die Katastrophe beherrscht, auszudrücken! Die Musik ist bei der Pantomime die Hauptsache: sie ist es, die spricht, wir machen nur die Bewegungen […] Es wäre uns fast unmöglich uns ohne Musik verständlich zu machen und je mehr sie an das angepasst ist, was wir ausdrücken wollen, desto besser werden wir verstanden.“

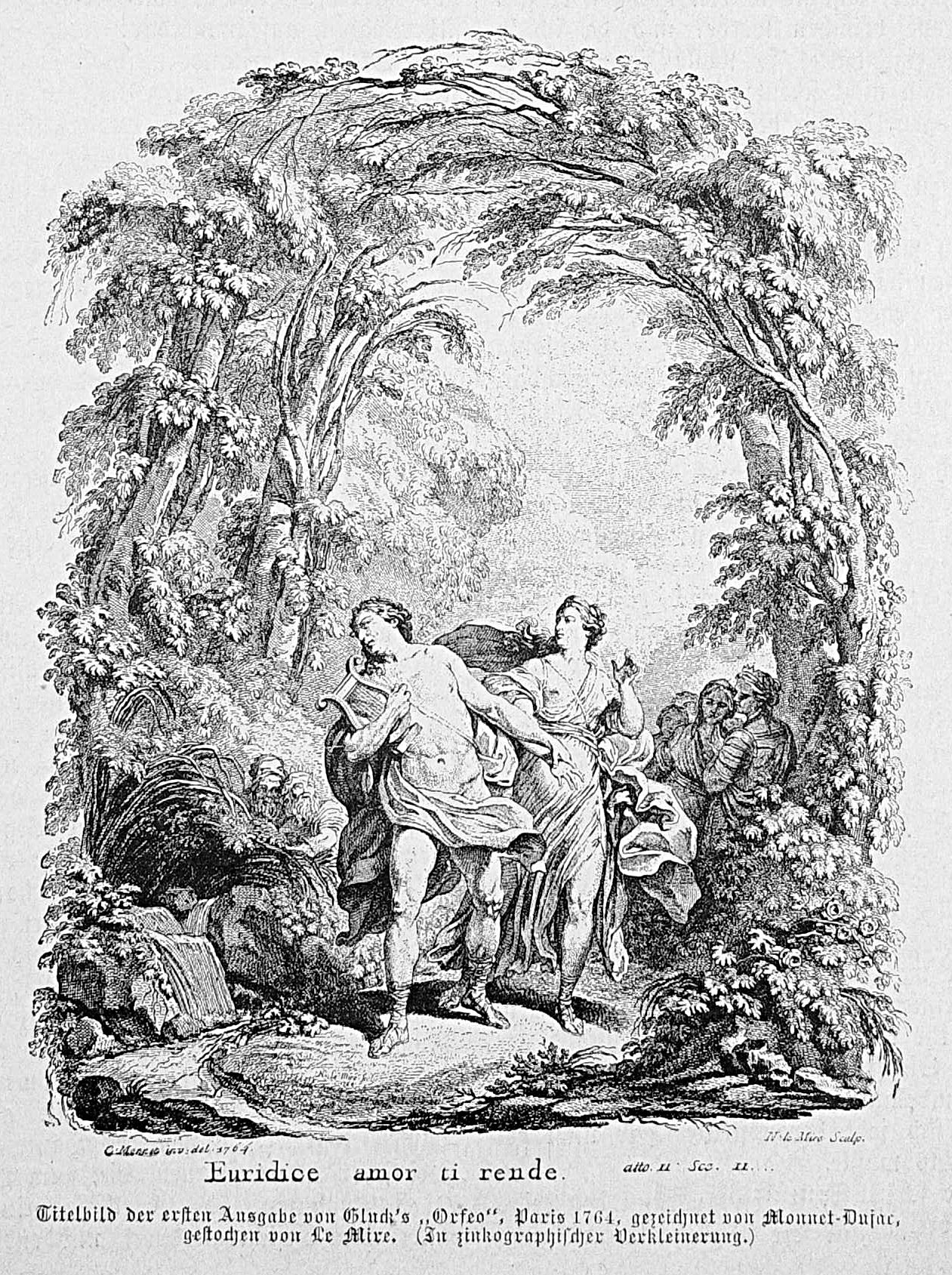
Titelvignette für Orfeo ed Euridice (Paris 1764)

Angiolini legte besonderen Wert auf die Feststellung, dass die Musik eigens für das Ballett komponiert werde, also nicht der Tanz als Choreographie zu älteren Stücken geschaffen. Auch das neue Ballett ist ohne Anregung aus Paris nicht zu denken. Am 17. Oktober 1761 präsentierte Gluck in Wien das Ballett Don Juan. (Später sollte Mozart in seiner Opera buffa Le nozze di Figaro (1786) auf den Fandango zurückgreifen, den er in diesem Ballett gehört hatte.) La rencontre imprévue (deutsch „Die unvermutete Begegnung“) vom 7. Januar 1764 bildet den Gipfel von Glucks komischem Opernschaffen. Das Werk fällt schon in die Zeit seiner sogenannten Reformopern. Die Oper ist bekannter unter dem Namen Les pèlerins de la Mecque („Die Pilger von Mekka“). In seiner Opernreform wurde er in Wien vom Leiter der kaiserlichen Theater Giacomo Durazzo wesentlich unterstützt.

### Die Opernreform

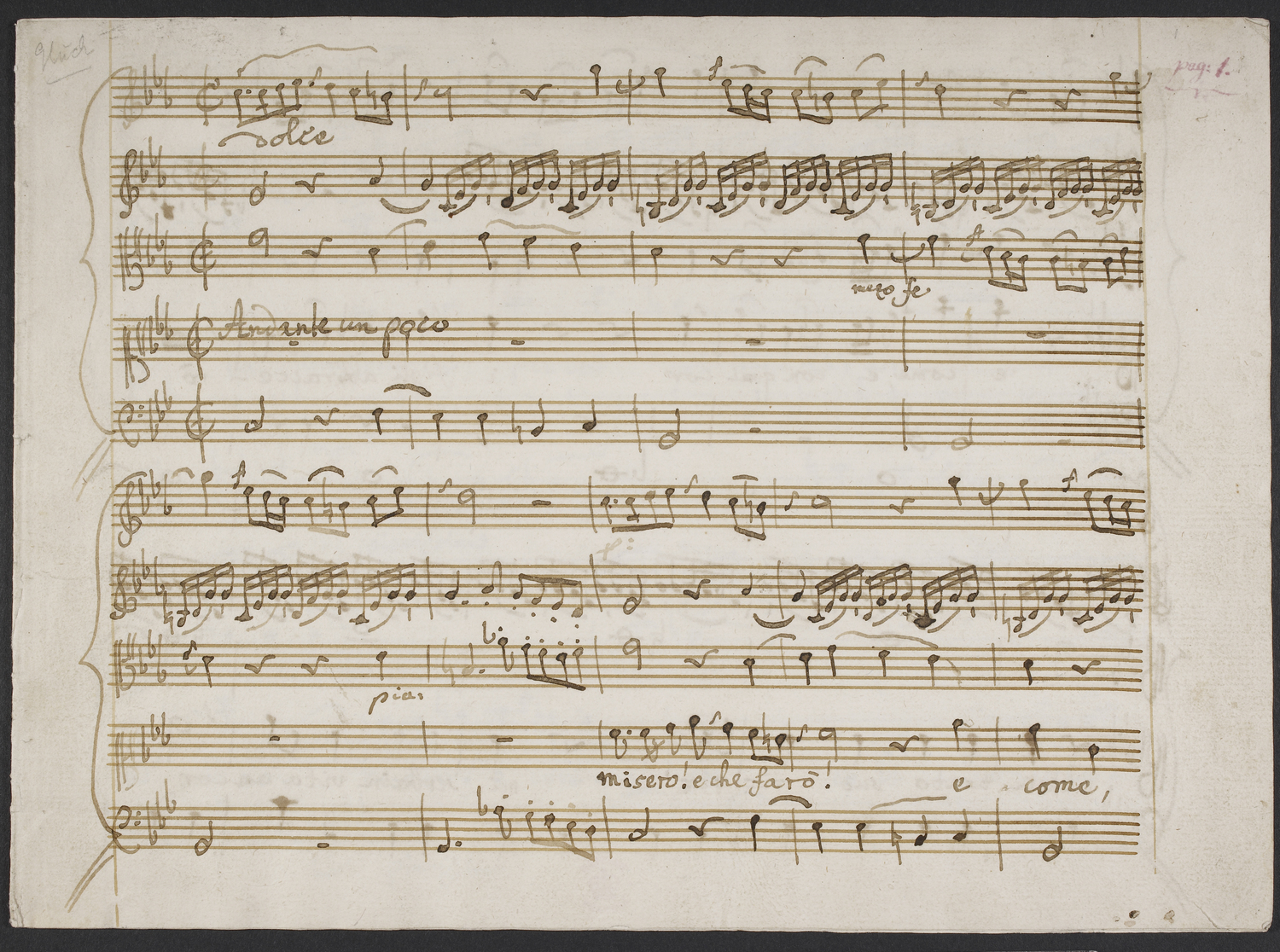
Beginn der Arie „Misero e che farò“ aus Alceste im Autograph

Dem durchaus ernsten Ballett Angiolinis folgte am 5. Oktober 1762 Orfeo ed Euridice nach einem Libretto Ranieri de’ Calzabigis. Dieses Werk, das Gluck in der literarischen Rezeption jener Tage zum Schöpfer einer neuen Musik werden ließ, wurde als ähnlich schwer und düster wie der Don Juan empfunden. In seinem Orfeo stärkte Gluck den dramatischen Ausdruck der Rezitative und bevorzugte – mit ähnlicher Stoßrichtung – das Accompagnato- vor dem Secco-Rezitativ. Daneben verankerte er auch die Arien stärker in der dramatischen Situation, gab ihnen jeweils individuelle Gestalt und befreite sie von den spätbarocken Koloraturen. Insgesamt erreichte er so eine größere Einheit des musikalischen Dramas. Das Happy End war ein Zugeständnis an den Geschmack des Publikums.
Am 26. Dezember 1767 folgte die Uraufführung von Alceste, die vom Kritiker Joseph von Sonnenfels als „ein ernsthaftes Singspiel ohne Kastraten, eine Musik ohne Solfeggien, oder, wie ich es lieber nennen möchte, ohne Gurgelei, ein welsches Gedicht ohne Schwulst und Flatterwitz“ gepriesen. Andere kritisierten, dass das Werk „auf Tränen abgesehen“ sei: „[…] um zwei Gulden eine Närrin zu kaufen, die für ihren Mann stirbt!“ Die Zueignungsschrift zur Alceste ist eines der wichtigsten Zeugnisse für Glucks Reformbemühungen. Darin heißt es:

„Als ich es unternahm, die Oper Alceste in Musik zu setzen, war meine Absicht, alle jene Missbräuche, welche die falsch angebrachte Eitelkeit der Sänger, und die allzu grosse Gefälligkeit der Komponisten in die italische Oper eingeführt hatten, sorgfältig zu vermeiden, Missbräuche, die eines der schönsten und prächtigsten Schauspiele zum langweiligsten und lächerlichsten herabgewürdigt haben. Ich suchte daher die Musik zu ihrer wahren Bestimmung zurückzuführen, das ist: die Dichtung zu unterstützen, um den Ausdruck der Gefühle und das Interesse der Situationen zu verstärken, ohne die Handlung zu unterbrechen, oder durch unnütze Verzierungen zu entstellen.“

Im Weiteren erläutert Christoph W. Ritter von Gluck seine Methode dahingehend, dass er auf „langweilige Ritornelle“ verzichtet habe und sich um die Flüssigkeit der Rezitative und eine textgemäße Vertonung der Arien, außerdem durch „eine edle Einfachheit“ um die Klarheit der dramatischen Handlung bekümmert habe. Adolf Bernhard Marx sah Orfeo bei aller Wertschätzung der musikalischen Komposition als undramatisches Werk an und erkannte erst in Alceste eine dramatische Handlung, wenn auch wiederum allein dank der Protagonistin.

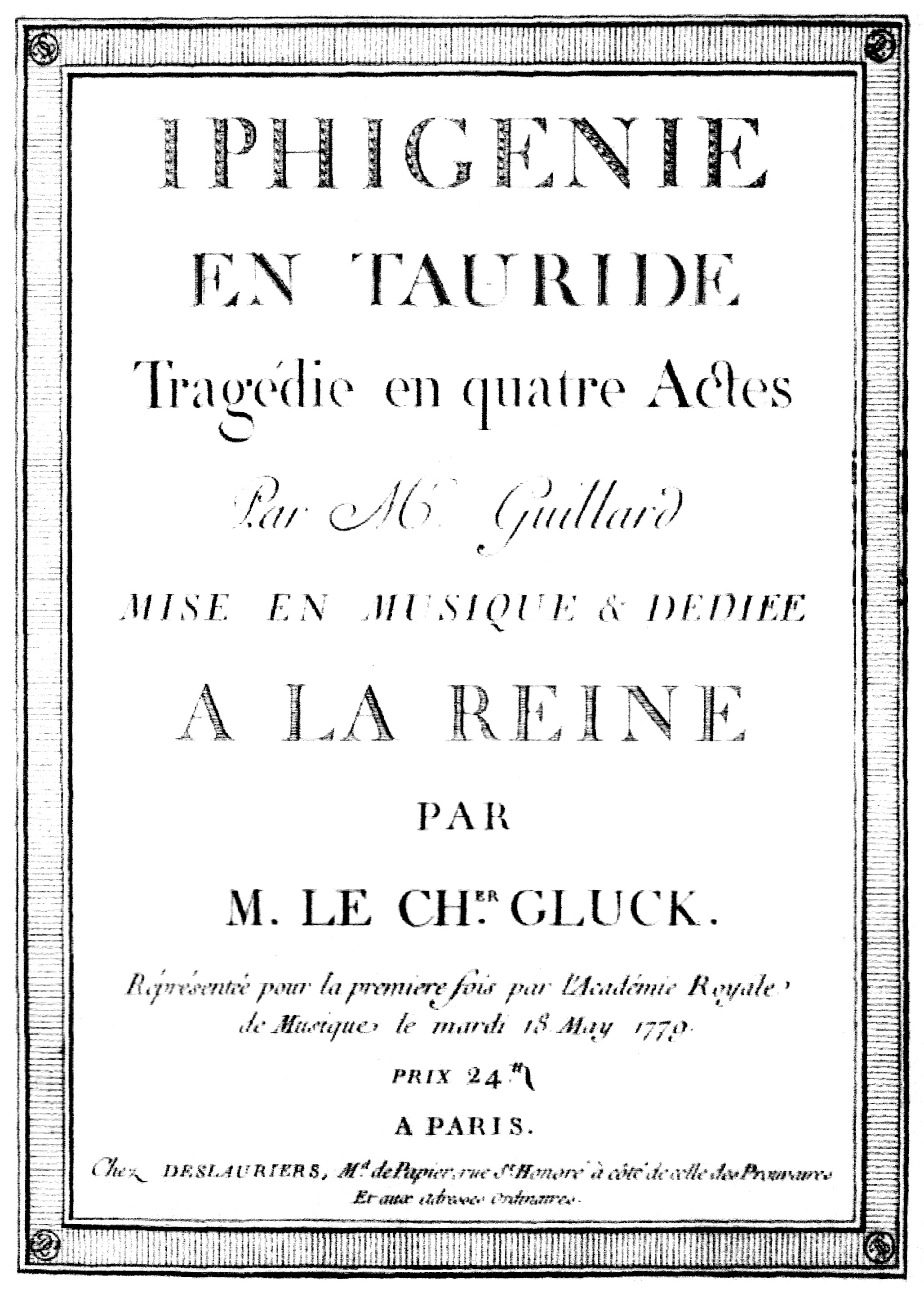
Titelblatt der gedruckten Partitur der Iphigénie en Tauride (Paris 1779)

### Paris
Nun machte sich Gluck auf, seine Ideen auch in Frankreich zu verbreiten. Unter der Protektion seiner ehemaligen Gesangsschülerin Marie-Antoinette, die 1770 den französischen Dauphin Ludwig XVI. heiratete, schloss er mit der Pariser Operndirektion einen Vertrag über sechs Opern ab. Den Anfang machte Iphigénie en Aulide (19. April 1774). Mit der Erstaufführung entflammte ungeahnt ein Streit, fast ein Krieg, der an den Pariser Buffonistenstreit zwanzig Jahre zuvor erinnerte. Glucks Gegner holten den Apulier Niccolò Piccinni nach Paris, um die Überlegenheit der neapolitanischen Oper zu beweisen, und „tout Paris“ engagierte sich im Streit zwischen den „Anhängern“ Glucks und Piccinnis.

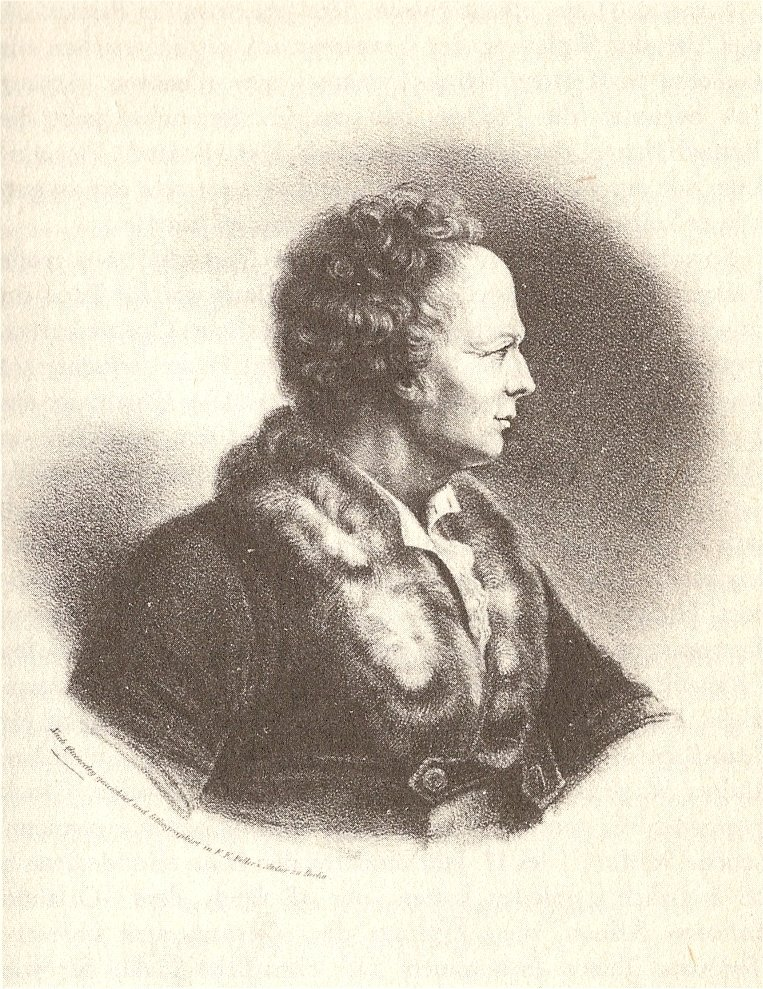
Gluck, lithographiert von F. E. Feller nach einem Physionotrace von Edmé Quenedey, die wiederum postum nach einer Büste des Bildhauers Jean-Antoine Houdon aus dem Jahr 1776 radiert wurde

Die Komponisten selbst beteiligten sich nicht an den Polemiken. Doch als Piccinni gebeten wurde, das Libretto zu Roland zu vertonen, an dem Gluck bekanntermaßen arbeitete, zerstörte Gluck, was er bis dahin geschrieben hatte. Mit Iphigénie en Aulide gelang Gluck der Durchbruch, daraufhin bearbeitete er seine Wiener Reformopern, um sie ins Französische zu übertragen. Hierzu schrieb er die Hauptstimme – ursprünglich für Altstimme komponiert – für Tenorstimme um, was das Transponieren anderer Stimmen mit sich brachte.

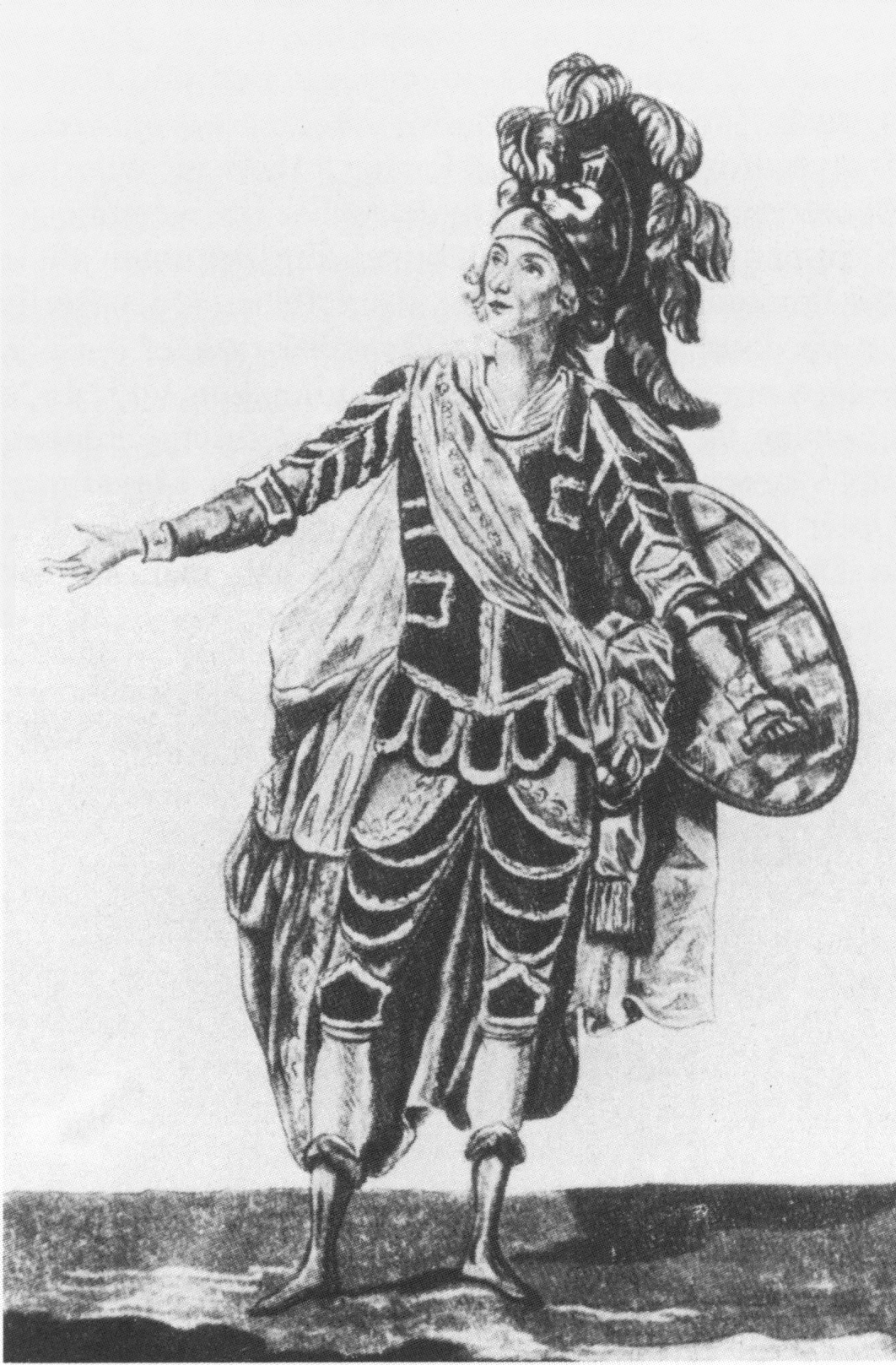
Jean-Joseph Rousseau als Renaud in Armide, um 1780

Am 2. August 1774 wurde seine französische Version Orphée et Euridice uraufgeführt, die das Pariser Publikum schon günstiger aufnahm. Im selben Jahr kehrte er nach Wien zurück, wo er zum kaiserlich-königlichen Hofkomponisten ernannt wurde. In den folgenden Jahren reiste der nun in ganz Europa berühmte Komponist zwischen Wien und Paris hin und her, am 23. April 1776 wurde in Paris die ins Französische übertragene Alceste aufgeführt.
Für Paris schrieb er noch Armide (23. September 1777), Iphigénie en Tauride (18. Mai 1779) und zuletzt Écho et Narcisse (24. September 1779). Während der Proben zu Écho et Narcisse erlitt Gluck am 30. Juli 1779 einen ersten Schlaganfall. Nach dieser Oper kehrte er nach Wien zurück. Sein Erbe in Paris trat der Venezianer Salieri an, dem Gluck seit dessen Ankunft in Wien 1767 freundschaftlich gewogen war. Gluck führte Salieri in Paris ein und überließ ihm 1783 das Textbuch zur Tragédie lyrique Les Danaïdes. Das Werk wurde in Paris zunächst als gemeinschaftliches Projekt der beiden Komponisten angekündigt; nach dem überwältigenden Erfolg der Premiere am 26. April 1784 ließ Gluck jedoch im renommierten Journal de Paris bekanntgeben, dass Salieri der alleinige Verfasser des Werkes sei.

### Die letzten Jahre

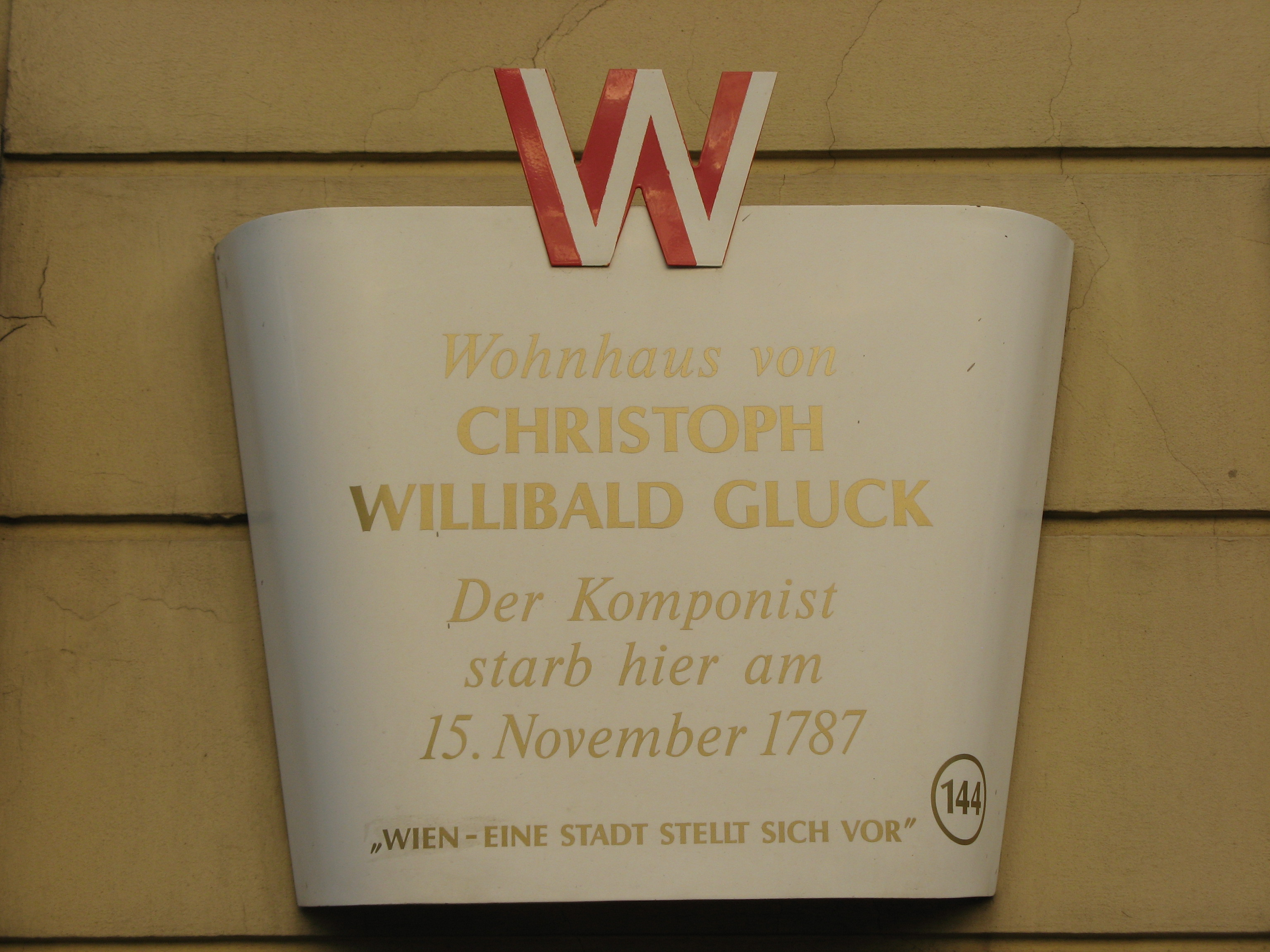
Gedenktafel am Wohn- und Sterbehaus Glucks in der Wiedner Hauptstraße Nr. 32, Wien (IV. Bezirk)

In Wien schrieb Gluck noch einige kleinere Werke, lebte jedoch hauptsächlich zurückgezogen. Im Jahre 1781 produzierte er die deutsche Fassung Iphigenie auf Tauris. Auch andere seiner Opern genossen in Wien große Popularität.

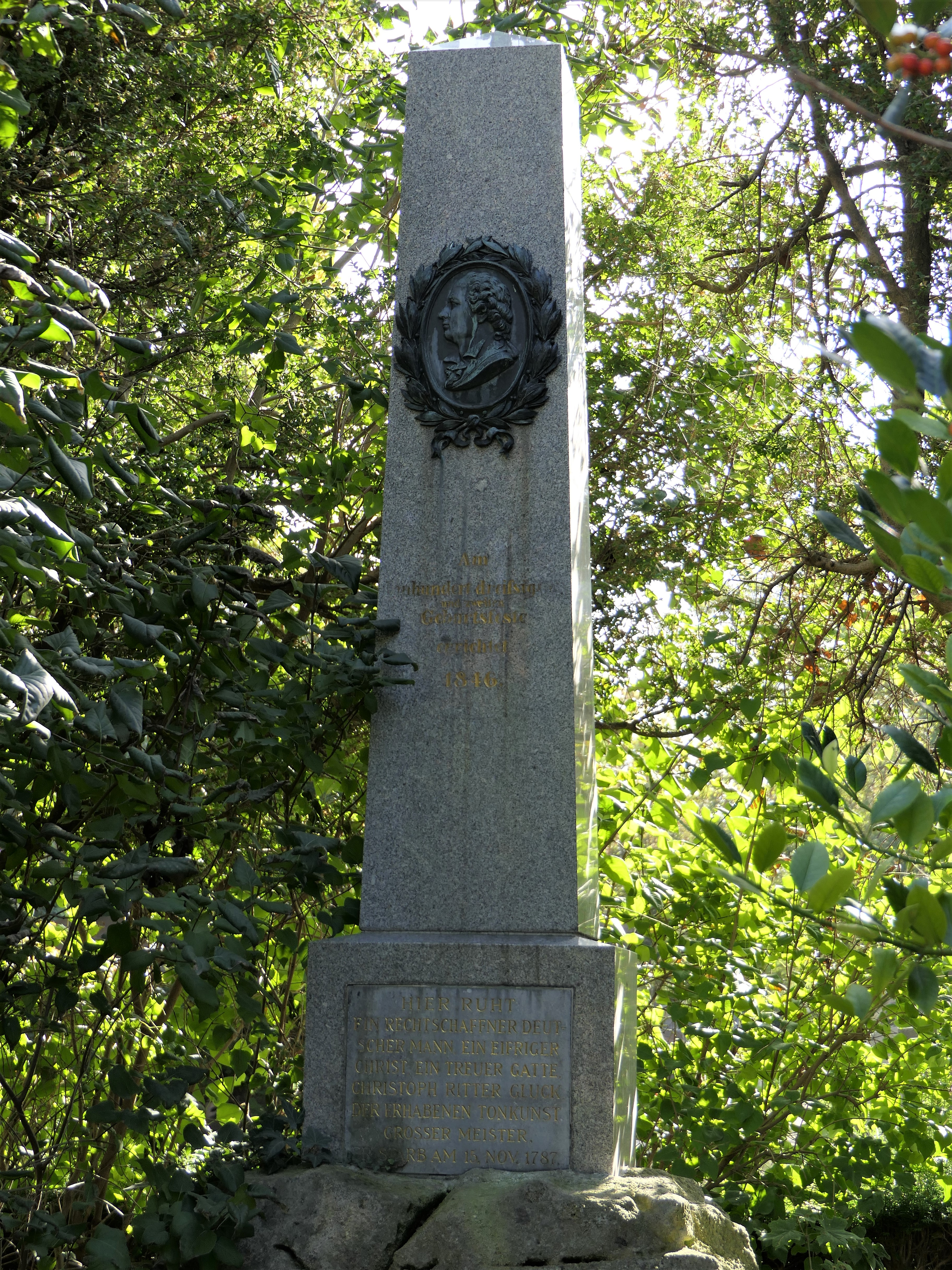
Glucks Grab auf dem Wiener Zentralfriedhof

Am 15. November 1787 erlitt Gluck einen weiteren Schlaganfall und starb wenige Stunden später. Zum feierlichen Requiem am 8. April 1788 führte Salieri Glucks De profundis und ein Requiem des italienischen Komponisten Niccolò Jommelli auf. Wie viele andere prominente Musiker und Maler wurde Gluck auf dem Matzleinsdorfer katholischen Friedhof begraben. Dieser Friedhof wurde 1923 in den Waldmüllerpark umgewandelt. Der Leichnam Glucks wurde am 28. September 1890 in ein Ehrengrab auf dem Wiener Zentralfriedhof (Gruppe 32 A, Nummer 49) umgebettet.
Im Jahr 1894 wurde in Wien Innere Stadt (1. Bezirk) die Gluckgasse nach ihm benannt. Im Berliner Stadtteil Lankwitz trägt der Gluckweg den Namen des Komponisten. Der Gluck Peak, ein Berg in der Antarktis, trägt seit 1961 seinen Namen. Das Willibald-Gluck-Gymnasium in der oberpfälzischen Stadt Neumarkt trägt seinen Namen. In Mailand wurde die „Via Cristoforo Gluck“ nach ihm benannt. Adriano Celentano wohnte hier als Junge mit seiner Familie, er schrieb das autobiographische Lied „Il ragazzo della via Gluck“.
1997 wurde der Asteroid (7624) Gluck nach ihm benannt.
Christoph Willibald Gluck gilt als der erste international anerkannte Starkomponist. Vergangene Epochen haben ihn als den Richard Wagner des 18. Jahrhunderts bezeichnet. Mozart und Beethoven ebenso wie Wagner und Richard Strauss sahen in Glucks Musik und Theorie den Beginn der modernen Bühnenmusik. Nach dem Urteil Eduard Hanslicks, eines der bedeutendsten Musikkritiker des 19. Jahrhunderts, war Gluck der „feierliche Hohepriester“ der musikalischen Tragödie.

## Werke
Christoph Willibald von Gluck hinterließ rund 50 Opern sowie mehrere Ballette und Instrumentalwerke. Glucks Reform der Oper trug – obwohl er selbst kein einziges deutsches Libretto vertont hatte – ihre Früchte auch in der deutschen Oper, besonders in den Werken Johann Christoph Vogels, Carl Maria von Webers, Heinrich Marschners und Richard Wagners. Eine von Wagner 1846/47 verfasste Bearbeitung der Iphigénie en Aulide war jahrzehntelang die gängige Fassung der Oper und wurde an zahlreichen Opernhäusern in ganz Europa gespielt.

### Opern

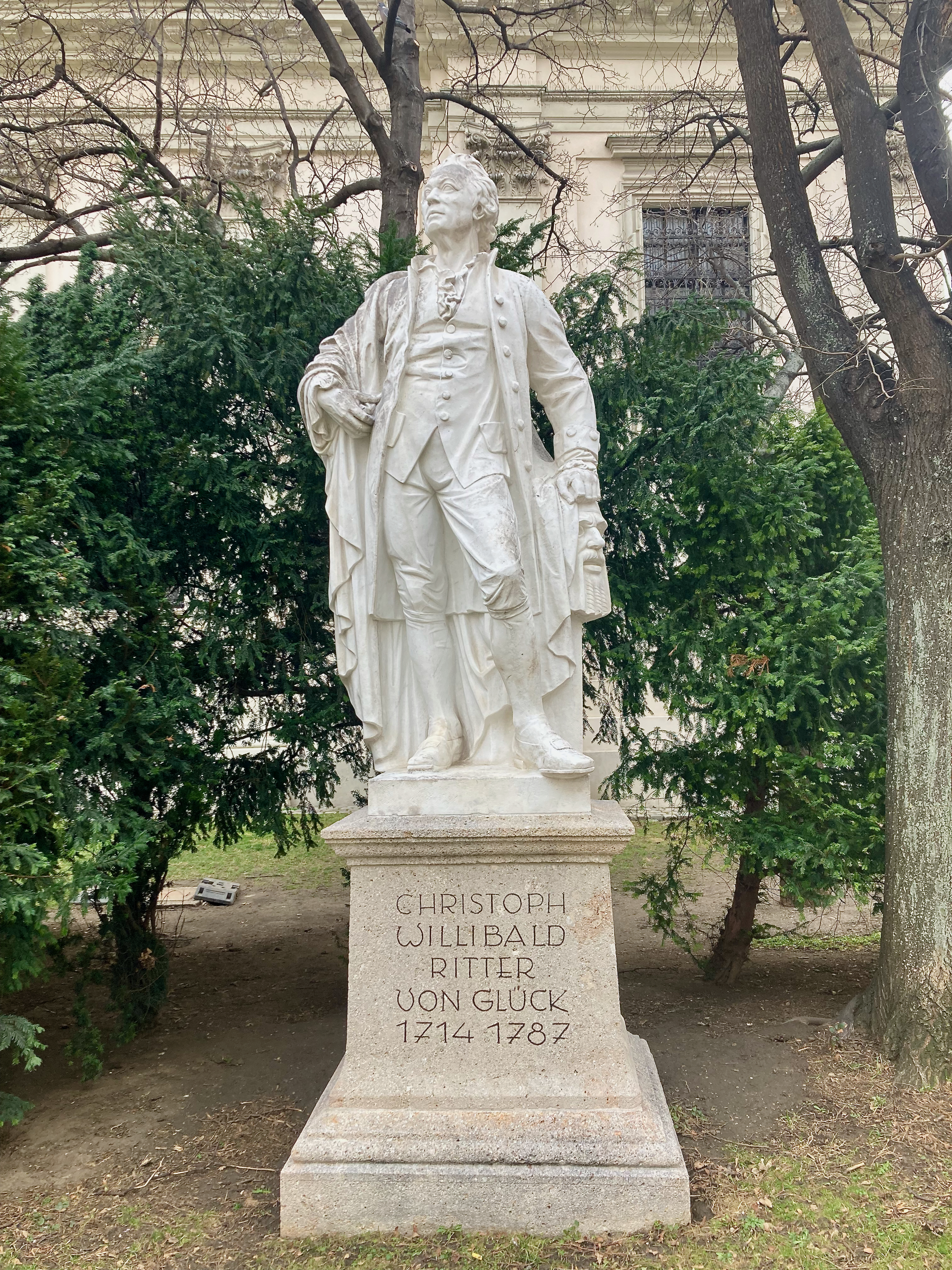
Standbild Glucks neben der Karlskirche in Wien

1. Artaserse, Libretto: Metastasio, Uraufführung: Mailand, 26. Dezember 1741 (nur zwei Arien erhalten)
2. Cleonice (auch Demetrio), Libretto: Metastasio, Uraufführung: Venedig, 2. Mai 1742 (acht Arien erhalten)
3. Demofoonte, Libretto: Metastasio, Uraufführung: Mailand, 6. Januar 1743; mit Giovanni Carestini (Sinfonia, Rezitative und eine Arie verschollen)
4. Il Tigrane, Libretto: Goldoni nach Pietro Antonio Bernardonis Tigrane re d’Armenia, Uraufführung: Crema, 26. September 1743 (elf Arien und ein Duett erhalten)
5. La Sofonisba (oder Siface), Libretto: Silvani (Rezitative) und Metastasio (Arien), Uraufführung: Mailand, 18. Januar 1744 (elf Arien und ein Duett erhalten)
6. Ipermestra, Libretto: Metastasio, Uraufführung: Venedig, 21. November 1744; mit Vittoria Tesi in der Titelrolle
7. Poro (auch Alessandro nell’India), Libretto: Metastasio, Uraufführung: Turin, 26. Dezember 1744 (Sinfonia, vier Arien und ein Duett erhalten)
8. Ippolito, Libretto: G.G. Corio, Uraufführung: Mailand, 31. Januar 1745 (acht Arien und ein Duett erhalten);
9. La caduta de’ Giganti, Libretto: Francesco Vanneschi, Uraufführung: Haymarket Theatre, London, 7. Januar 1746 (fünf Arien und ein Duett erhalten)
10. Artamene, Libretto: Francesco Vanneschi, Uraufführung: Haymarket Theatre, London, 4. März 1746 (sechs Arien erhalten)
11. Le nozze d’Ercole e d’Ebe, Libretto: ?, Uraufführung: Pillnitz, 29. Juni 1747
12. La Semiramide riconosciuta, Libretto: Metastasio, Uraufführung: Wien, 14. Mai 1748; mit Vittoria Tesi und Angelo Amorevoli
13. La contesa de’ numi, Libretto: Metastasio, Uraufführung: Charlottenborg bei Kopenhagen, 9. April 1749
14. Ezio (erste Fassung), Libretto: Metastasio, Uraufführung: Prag Karneval, 1750
15. Issipile, Libretto: Metastasio, Uraufführung: Prag Karneval, 1752 (vier Arien erhalten)
16. La clemenza di Tito, Libretto: Metastasio, Uraufführung: Neapel, 4. November 1752; mit Caffarelli
17. Le cinesi, Libretto: Metastasio, Uraufführung: Schlosshof bei Wien, 24. September 1754
18. La danza, Libretto: Metastasio, Uraufführung: Laxenburg, 5. Mai 1755
19. L’innocenza giustificata, Libretto: Giacomo Durazzo nach Metastasio, Uraufführung: Wien, 8. Dezember 1755; mit Caterina Gabrielli
20. Antigono, Libretto: Metastasio, Uraufführung: Rom, 9. Februar 1756
21. Il re pastore, Libretto: Metastasio, Uraufführung: Wien, 8. Dezember 1756; mit Caterina Gabrielli
22. La fausse esclave, Libretto: nach Louis Anseaume und Pierre Augustin Lefèvre de Marcouville, Uraufführung: Wien, 8. Januar 1758 (51 Vaudevilles, 13 Airs nouveaux erhalten)
23. L’île de Merlin, ou Le monde renversé, Libretto: Louis Anseaume nach Alain René Lesages und D’Ornevals Le Monde renversé, Uraufführung: Schönbrunn, 3. Oktober 1758
24. La Cythère assiégée (erste Fassung), Libretto: Charles-Simon Favart nach Favart und Barthélemy-Christophe Fagous Le pouvoir de l’Amour ou Le siegè de Cythère, Uraufführung: Wien, Frühjahr 1759 (Ouvertüre und 26 Airs nouveaux erhalten)
25. Le diable à quatre, ou La double métamorphose, Libretto: Michel Jean Sedaine und Pierre Baurans nach Charles Couffreys The Devil to pay, Uraufführung: Laxenburg, 28. Mai 1759
26. L’arbre enchanté, ou Le tuteur dupé (erste Fassung), Libretto: Pierre Louis Moline nach Jean-Joseph Vadés Le poirier, Uraufführung: Wien, 1759 (Ouvertüre verschollen, 15 Airs nouveaux erhalten)
27. Tetide, Libretto: Giovanni Ambrogio Miglavacca, Uraufführung: Wien, 10. Oktober 1760; u. a. mit Caterina Gabrielli
28. L’ivrogne corrigé, Libretto: L. Anseaume und Jean-Baptiste Lourdet de Santerre, Uraufführung: Wien, Ende 1760
29. Le cadi dupé, Libretto: nach Jean-Baptiste Lourdier, Uraufführung: Wien, 8. Dezember 1761
30. Orfeo ed Euridice, Libretto: Calzabigi, Uraufführung: Wien, 5. Oktober 1762; mit Gaetano Guadagni in der Titelrolle
31. Il trionfo di Clelia, Libretto: Metastasio, Uraufführung: Teatro Comunale di Bologna, 14. Mai 1763
32. Ezio (zweite Fassung), Libretto: Metastasio, Uraufführung: Wien, 26. Dezember 1763
33. La rencontre imprévue, Libretto: Louis Hurtaut Dancourt nach Alain René Lesages und D’Ornevals Les pèlerins de la Mecque, Uraufführung: Wien, 7. Januar 1764, auch unter dem Titel Die Pilger von Mekka
34. Il Parnaso confuso, Libretto: Metastasio, Uraufführung: Schönbrunn, 24. Januar 1765; gesungen von Kindern Maria Theresias
35. Telemaco ossia L’isola di Circe, Libretto: Marco Coltellini nach Carlo Sigismondo Capece, Uraufführung: Wien, 30. Januar 1765
36. La corona, Libretto: Metastasio, Uraufführung: geplant für den 4. Oktober 1765, uraufgeführt am 13. November 1987 in Schönbrunn;  gesungen von Kindern Maria Theresias
37. Il Prologo, Libretto: Lorenzo Ottavio del Rosso, Uraufführung: Florenz, 22. Februar 1767
38. Alceste (italienische Fassung), Libretto: Calzabigi nach Euripides, Uraufführung: Wien, 26. Dezember 1767; mit Antonia Bernasconi in der Titelrolle (Digitalisat des Librettos im Internet Archive)
39. La Vestale (zweite Fassung von L’innocenza giustificata), Wien, Sommer 1768 (Bearbeitung nicht erhalten)
40. Le feste d’Apollo mit den Teilen: Prologo, Libretto: Gastone Rezzonico – Atto di Baucis e Filemone, Libretto: Giuseppe Maria Pagnini – Atto d’Aristo, Libretto: Giuseppe Pezzana – Atto d’Orfeo, Libretto: Calzabigi, Parma, 24. August 1769
41. Paride ed Elena, Libretto: Calzabigi, Uraufführung: Wien, 3. November 1770
42. Iphigénie en Aulide, Libretto: François-Louis Gand Le Bland Du Roullet nach Jean Racine, Uraufführung: Paris, 19. April 1774; mit Sophie Arnould in der Titelrolle
43. Orphée et Euridice (französische Fassung), Libretto: Pierre Louis Moline nach Ranieri de’ Calzabigi, Uraufführung: Paris, 2. August 1774
44. L’arbre enchanté, ou Le tuteur dupé (zweite Fassung), Libretto: Pierre Louis Moline nach Jean-Joseph Vadé, Uraufführung: Paris, 20. Februar 1775
45. Cythère assiégée (zweite Fassung), Libretto: Charles-Simon Favart, Uraufführung: Paris, 1. August 1775
46. Alceste (französische Fassung), Libretto: François-Louis Gand Le Bland Du Roullet nach Ranieri de’ Calzabigi, Uraufführung: Paris, 23. April 1776
47. Armide, Libretto: Philippe Quinault nach Torquato Tasso (La Gerusalemme liberata), Uraufführung: Paris, 23. September 1777
48. Iphigénie en Tauride, Libretto: Nicolas François Guillard und François-Louis Gand Le Bland Du Roullet nach Claude Guimond de La Touche, Uraufführung: Paris, 18. Mai 1779
49. Écho et Narcisse, Libretto: Louis Théodore Baron de Tschudi nach Ovids Metamorphosen, Uraufführung der ersten Fassung: Paris, 24. September 1779, Uraufführung der zweiten Fassung: Paris, 8. August 1780
50. Iphigenia in Tauris  (deutsche Fassung), Libretto: Johann Baptist von Alxinger und Gluck nach Nicolas François Guillard, Uraufführung: Wien, 23. Oktober 1781

### Pasticci

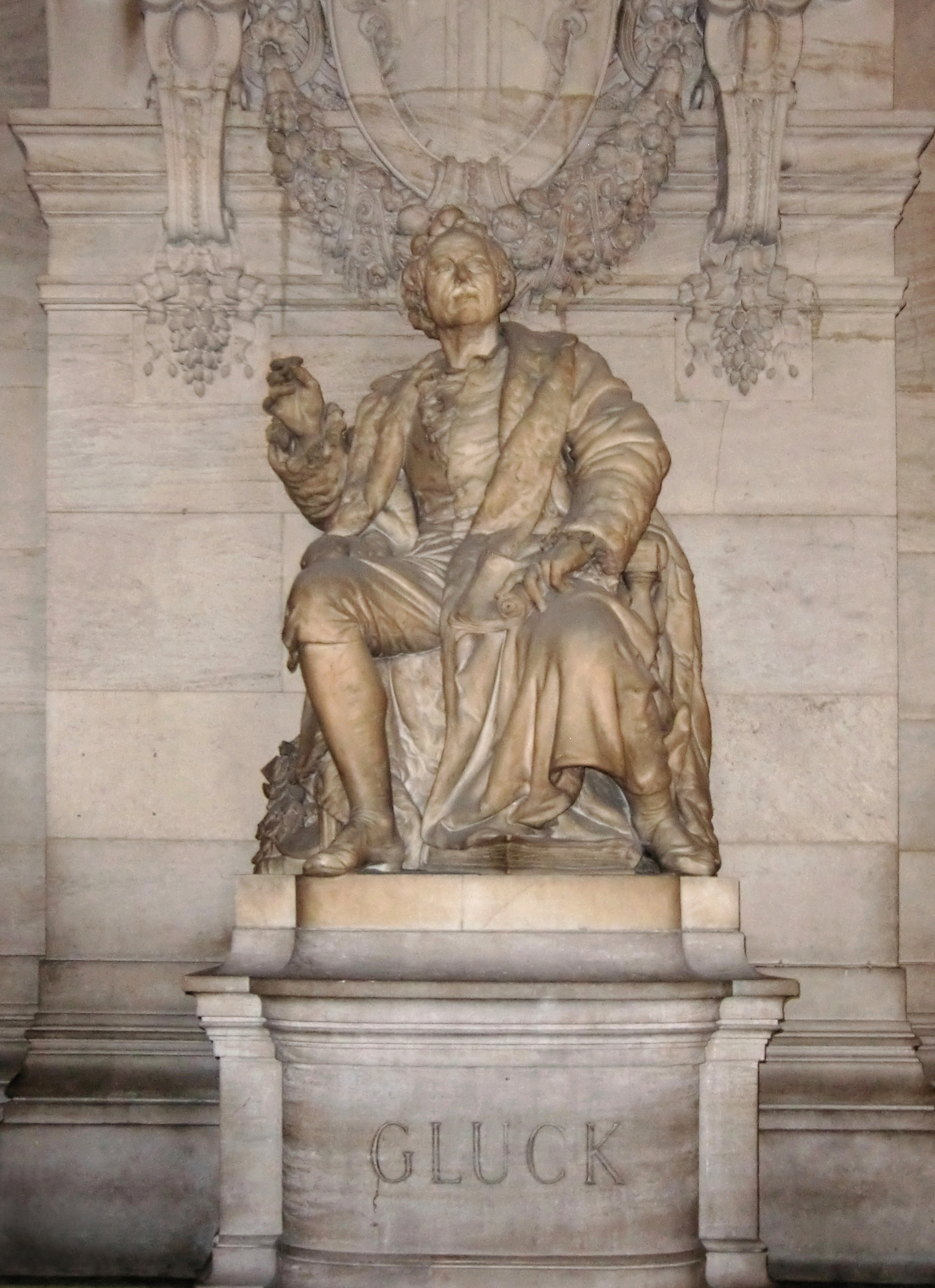
Gluck-Statue im Pariser Opéra

1. La finta schiava, Libretto: Francesco Silvani, Uraufführung: Venedig, 13. Mai 1744 (Musik von Lampugnani, Leonardo Vinci, zwei Arien von Gluck)
2. Tircis et Doristée, Libretto: Charles-Simon Favart, Uraufführung: Laxenburg, 10. Oktober 1756 (eine Arie aus L’innocenza giustificata parodiert, vermutlich zwei weitere Arien von Gluck)
3. Le caprice amoureux ou Ninette à la cour, Libretto: Charles-Simon Favart, Uraufführung: Wien, 1760 (vermutlich zwei Arien von Gluck)
4. Arianna, Libretto: Giovanni Ambrogio Miglivacca, Uraufführung: Laxenburg, 27. Mai 1762 (Musik verschollen)
5. Isabelle et Gertrude, Libretto: Charles-Simon Favart, Uraufführung: Paris, 14. August 1765 (von Gluck zwei parodierte Arien aus La rencontre imprévue, vermutlich eine weitere Arie von Gluck)

### Ballette
1. Les amours de Flore et Zéphire, Schönbrunn, 13. August 1759
2. Le naufrage, Wien 1759 (?)
3. La halte des Calmouckes, Wien 23. März 1761
4. Don Juan, ou Le festin de Pierre, Wien, 17. Oktober 1761 (Vorwort im Druck von Calzabigi)
5. Citera assediata, Wien, 15. September 1762 (Musik verschollen)
6. Alessandro (Les amours d’Alexandre et de Roxane), Wien, 4. Oktober 1764
7. Sémiramis, Wien, 31. Januar 1765 (Vorwort im Druck von Calzabigi)
8. Iphigénie, Laxenburg, 19. Mai 1765 (Musik verschollen)
9. Achille (in Sciro), Innsbruck, August, 1765

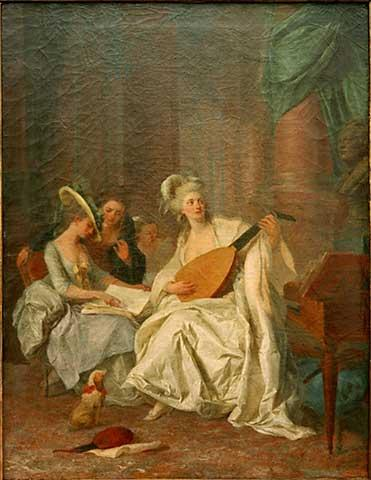
Johann Anton de Peters: Huldigung an Gluck, um 1775

### Instrumentalwerke
1. 9 Sinfonien (vermutlich Ouvertüren, die keinen bestimmten Opern zugeordnet werden können)
2. 6 – 12 Menuette, Wien 1763 (?; verschollen)
3. 6 Triosonaten (C-Dur, g-moll, A-Dur, B-Dur, Es-Dur, F-Dur) London, 1746 (unecht)
4. 2 Triosonaten E-Dur, F-Dur (handschriftlich überliefert)
5. Flötenkonzert G-Dur (nicht von Gluck: der erste Satz ist eine Paraphrase einer Arie von Johann Adolf Hasse, der dritte Satz eine Paraphrase einer Arie von Niccolò Jommeli oder Baldassare Galuppi)

### Geistliche Musik
1. Der 50. Psalm (Miserere mei) für achtstimmigen Chor (?), Turin, 1744–1745 (Musik verschollen)
2. Der 8. Psalm (Domine Dominus noster), 1753–1757 (Musik verschollen)
3. Alma sedes Motette für eine Singstimme und Orchester, vor 1779
4. Der 130. Psalm (De profundis), 1785–1787, aufgeführt am 8. April 1788 im Rahmen des von der Wiener Tonkünstler-Sozietät veranstalteten Requiems für Gluck[13]
5. Psalm 24,9 – 10 (Hoch tut euch auf, ihr Tore der Welt) für Chor

### Kantaten
1. 2 Cori da cantarsia a Schlosshof, Schlosshof bei Wien, 1754 (Musik verschollen)
2. I lamenti d'amore, 1765?,

### Lieder und Arien
1. Geistliche Lieder auf Texte von Gellert (Musik verschollen)
2. Die todte Clarissa, Text: Friedrich Gottlieb Klopstock (Musik verschollen)
3. Le triomphe de la beauté, Ariette, um 1780
4. Klopstocks Oden und Lieder beym Clavier zu singen, Wien 1785 oder 1786 (1. „Vaterlandslied“, 2. „Wir und Sie“, 3. „Schlachtgesang“, 4. „Der Jüngling“, 5. „Die Sommernacht“, 6. „Die frühen Gräber“, 7. „Die Neigung“)
5. An den Tod, von Johann Friedrich Reichardt aus dem Gedächtnis aufgezeichnet
6. Minona lieblich und hold, Duett
7. Ah, negli occhi un tal’ incanto, Arie

### Briefe und Dokumente
1. Briefe, ausgewählt und übersetzt von Wilhelm Michael Treichlinger, Zürich 1951
2. The Collected Correspondence and Papers of Christoph Willibald Gluck, ed. by Hedwig and E. H. Mueller von Asow, London 1962
3. Patricia Howard: Gluck. An Eighteenth-Century Portrait in Letters and Documents, Oxford 1995

## Erwähnung in der Kunst
Gluck tritt in E. T. A. Hoffmanns Erzählung Ritter Gluck auf. Er findet außerdem in dem Lied Decomposing Composers der Comedygruppe Monty Python Erwähnung. In Mailand ist eine Straße nach Gluck benannt, sie ist Namensgeber für das autobiographische Lied von Adriano Celentano „Il ragazzo della via Gluck“. Celentano ist dort geboren und aufgewachsen.